# Крамаренко Сергій Миколайович
Крамаренко Сергій Миколайович (нар. 29 січня 1987, м. Чернігів) — український історик,  Голова Чернігівської районної державної адміністрації Чернігівського району Чернігівської області (з 14 квітня 2025 р.).

## Життєпис
Народився 29 січян 1987 року у місті  Чернігові.

### Освіта
У 2008 році закінчив Чернігівський державний педагогічний університеті м. Т. Шевченка  з кваліфікацією вчителя історії.
У 2019 році закінчив Національну академію державного управління при Президентові України отримавши кваліфікацію – магістр публічного управління та адміністрування.

### Кар'єра
З 2011 до 2012 року працював вчителем правознавства Чернігівської загальноосвітньої школи  № 35.
З 2016 по 2019 рік працював помічником-консультантом народного депутата України Купрієнко Олега Васильовича.
З 2021 до 2023 року працює заступником директора з загальних питань деревообробного товариства «СІНЕГРІ» у Чернігівській області.
З 2023 року був  виконувачем обов’язків начальника комунального підприємства «Чернігівське міжміське бюро технічної інвентаризації» Чернігівської обласної ради.
Обраний депутатом Чернігівської обласної ради VІІІ скликання.
З липня 2024 року виконував обов'язки голови Чернігівської РДА.
14 квітня 2025 року Розпорядженням Президента України призначений Головою Чернігівської районної державної адміністрації Київської області.

### Декларація
- Електронна декларація - Крамаренко Сергій Миколайович